# Pimelia bipunctata
Pimelia bipunctata (Fabricius, 1781) è un coleottero della famiglia Tenebrionidae che vive in ambienti particolarmente aridi e sabbiosi.

## Descrizione
L'imago (adulto) misura tra i 15 e i 18 mm di lunghezza. La forma è tondeggiante e le elitre sono di colore nero e caratterizzate da elaborate costolature; come nelle altre specie del genere, esse sono saldate tra loro, rendendo l'insetto inadatto al volo.

## Biologia

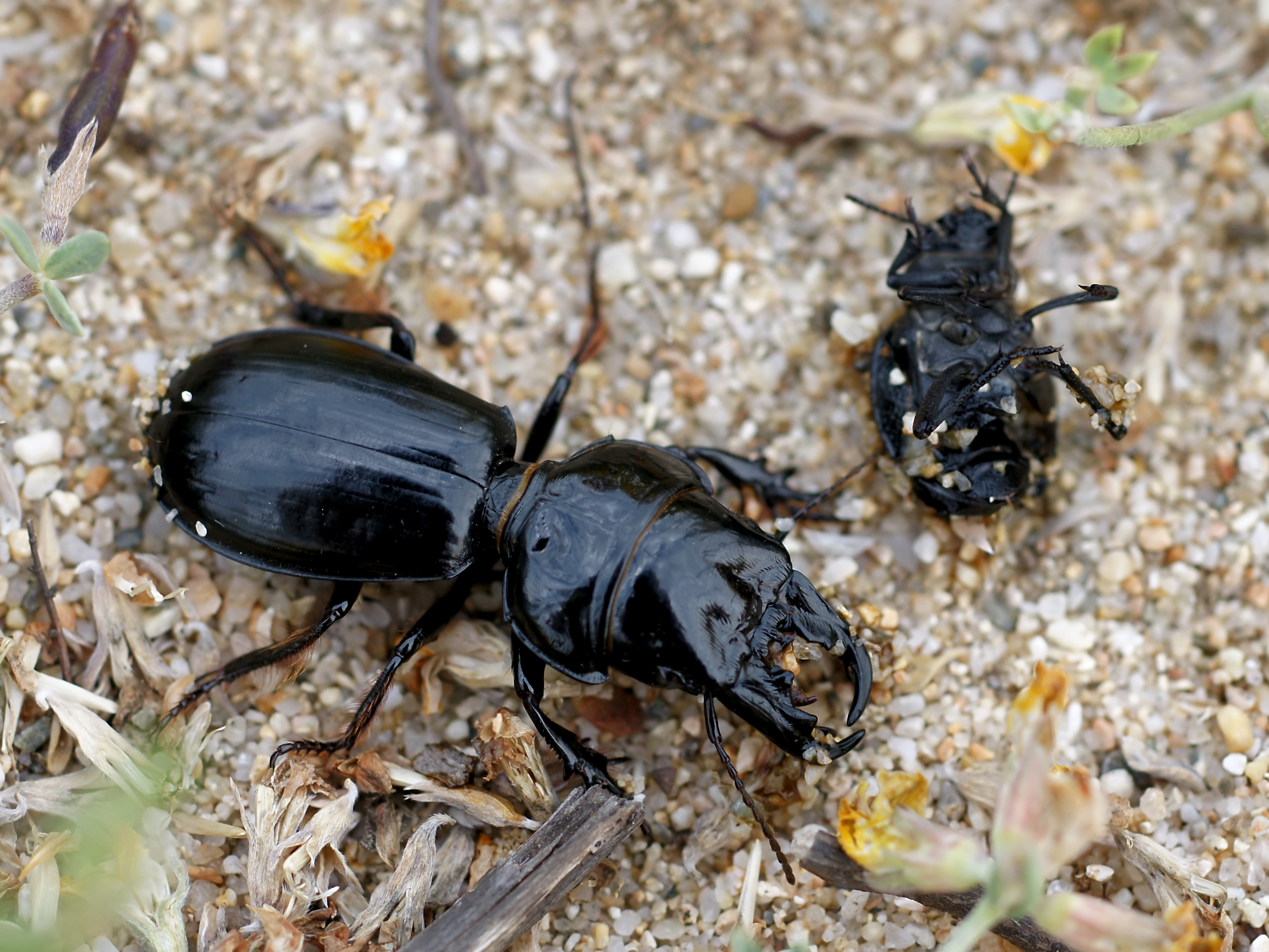
Esemplare predato da Scarites buparius

La specie è in generale saprofaga. Oltre ai cadaveri di piccoli animali si alimenta anche con semi, escrementi e, a volte, viene osservata mentre assume comportamenti quasi da predatore, nutrendosi di insetti malati o prossimi alla morte e di stadi immaturi di lepidotteri. Si muove durante il giorno, specie nelle prime ore dopo l'alba e verso il crepuscolo, mentre le ore più calde della giornata vengono trascorse sotto la sabbia. A sua volta viene predata da coleotteri carnivori di grandi  dimensioni come Scarites buparius.

## Distribuzione e habitat
Distribuzione
Zone costiere del Mediterraneo, in particolare nel sud della Francia e in Italia, dove sono presenti altre specie di Pimelia ma con areali diversi, come ad esempio Pimelia rugulosa che si trova in Italia meridionale, anche sulle coste dell'Adriatico.
Habitat
La specie è infeudata alle aree sabbiose costiere ed in particolare a spiagge e dune, quando queste non sono eccessivamente disturbate dalle attività umane.

## Tassonomia
La specie Pimelia bipunctata venne descritta dal naturalista  Johan Christian Fabricius nel 1781.